# (11473) Barbaresco
(11473) Barbaresco (1982 SC) – planetoida z grupy pasa głównego asteroid okrążająca Słońce w ciągu 4,27 lat w średniej odległości 2,63 j.a. Odkryta 22 września 1982.